# بل اچ-۱۳ سیوکس
بل اچ-۱۳ سیوکس(به انگلیسی: Bell H-13 Sioux) یک بالگرد سبک تک موتوره آمریکایی است که توسط شرکت بل هلیکوپتر ساخته می شد و توسط وستلند ایرکرفت به صورت تحت لیسانس برای ارتش بریتانیا به نام های سیوکسAH.1 و HT.2 نیز ساخته شده است.

## کاربران
آرژانتین
- ارتش آرژانتین[۲]
- نیروی دریایی آرژانتین[۳]
- Argentine Naval Prefecture[۳][۴]

 استرالیا
 اتریش
- نیروی هوایی اتریش[۳][۵]

 برزیل
- نیروی هوایی برزیل[۶]

 کانادا
- نیروی دریایی سلطنتی کانادا[۷]
  - اسکادران VX-10

 شیلی
- نیروی دریایی شیلی[۸]

 کلمبیا
- نیروی هوایی کلمبیا[۸]

 کوبا
- نیروی پدافند هوایی[۸]

 اکوادور
- نیروی هوایی اکوادور[۹]

 فرانسه
- نیروی هوایی فرانسه[۹]

 آلمان
- ارتش آلمان[۹][۱۰]
- لوفت وافه[۹]

 یونان
- نیروی هوایی یونان[۱۱][۱۲]

 هندوراس
- نیروی هوایی هندوراس[۱۳]

 ISL
- گارد ساحلی ایسلند[۱۱]

 اندونزی
- نیروی هوایی اندونزی[۱۱]

 هند
- نیروی هوایی هند[۱۱]

 ایتالیا
- نیروی هوایی ایتالیا[۱۱][۱۴]
- ارتش ایتالیا[۱۱]
- نیروی دریایی ایتالیا[۱۱]

 جامائیکا
- نیروی دفاع جامائیکا[۱۵]

 ژاپن
- نیروی زمینی دفاع‌ازخود ژاپن[۱۵]
- نیروی دریانوردی دفاع‌ازخود ژاپن[۱۵]

 مالزی
- نیروی هوایی سلطنتی مالزی[۱۶]

 مالت
- بال هوایی مالت[۱۷]

 مکزیک
- نیروی هوایی مکزیک[۱۵]
- نیروی دریایی مکزیک[۱۵]

 نیوزیلند
- نیروی هوایی سلطنتی نیوزلند[۱۸]

 NOR
- نیروی هوایی سلطنتی نروژ[۱۹]
- نیروی هوایی پاراگوئه[۱۹]

 پاکستان
- سپاه هوانوردی ارتش پاکستان[۱۱]

 پرو
- نیروی هوایی پرو
- نیروی دریایی پرو[۱۹]

 فیلیپین
- نیروی هوایی فیلیپین[۱۹]

 سنگال
- نیروی هوایی سنگال[۱۹]

 ویتنام جنوبی

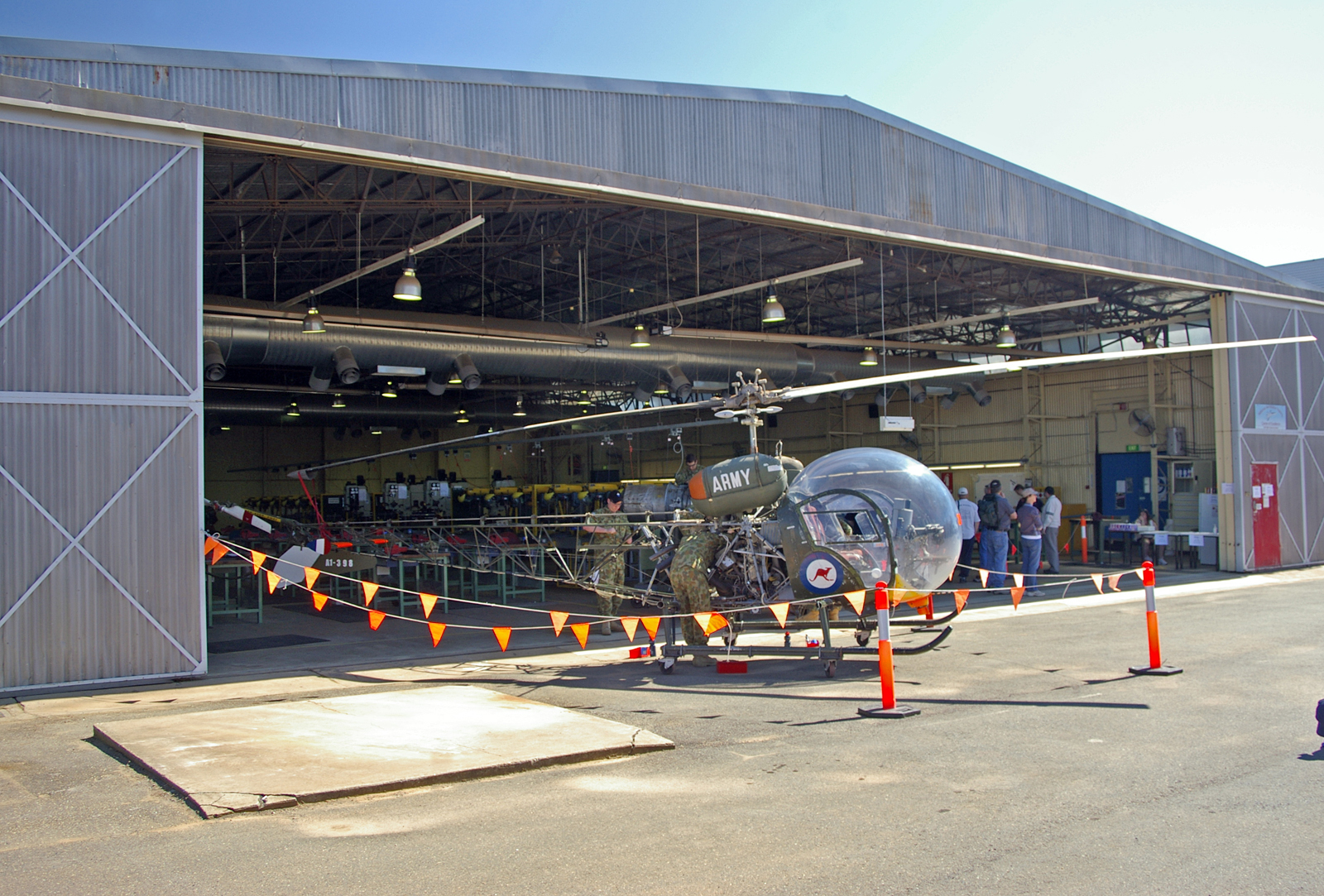
یک A1 بل 47G سیوکس (A1-398) متعلق به ارتش استرالیا که برای آموزش در پایگاه واگا استفاده می شود.

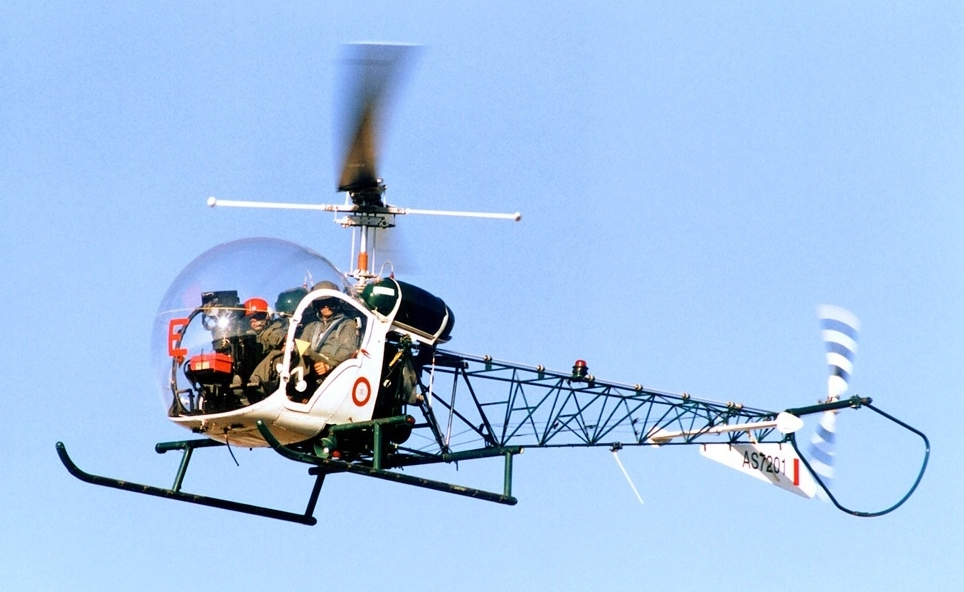
یک اچ-۱۳ سیوکس مالتی

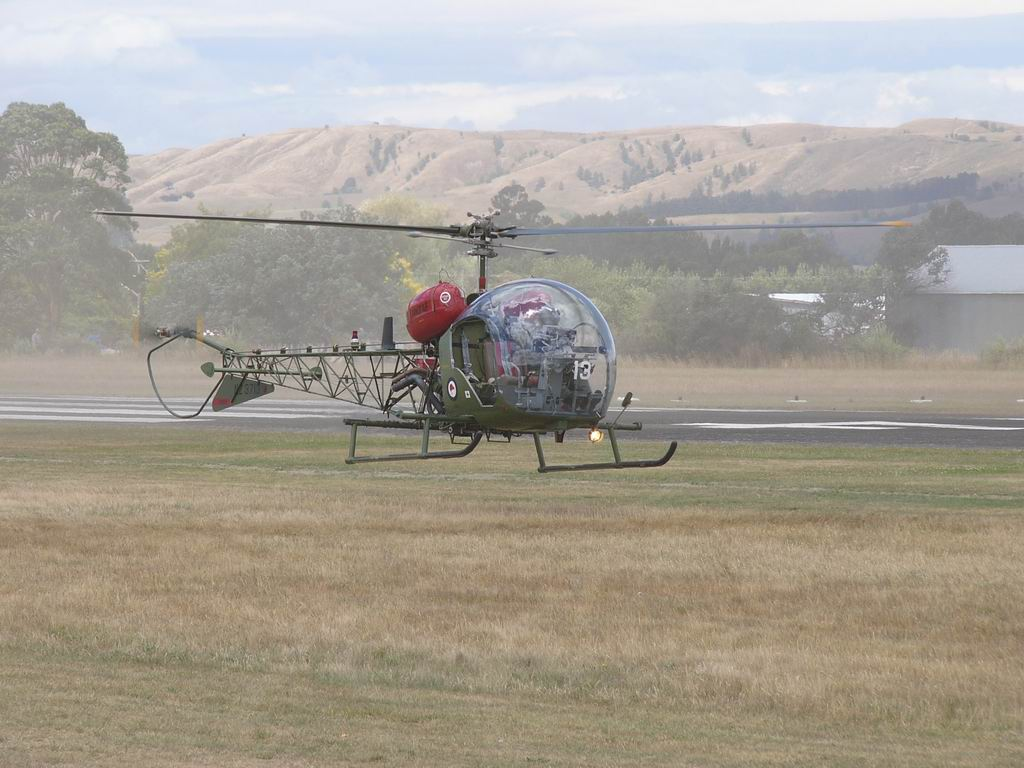
یک سیوکس متعلق به نیروی دریایی نیوزلند در سال ۲۰۰۹

- نیروی هوایی ویتنام جنوبی از آوریل ۱۹۵۶ چندین بالگرد به خدمت گرفته است.

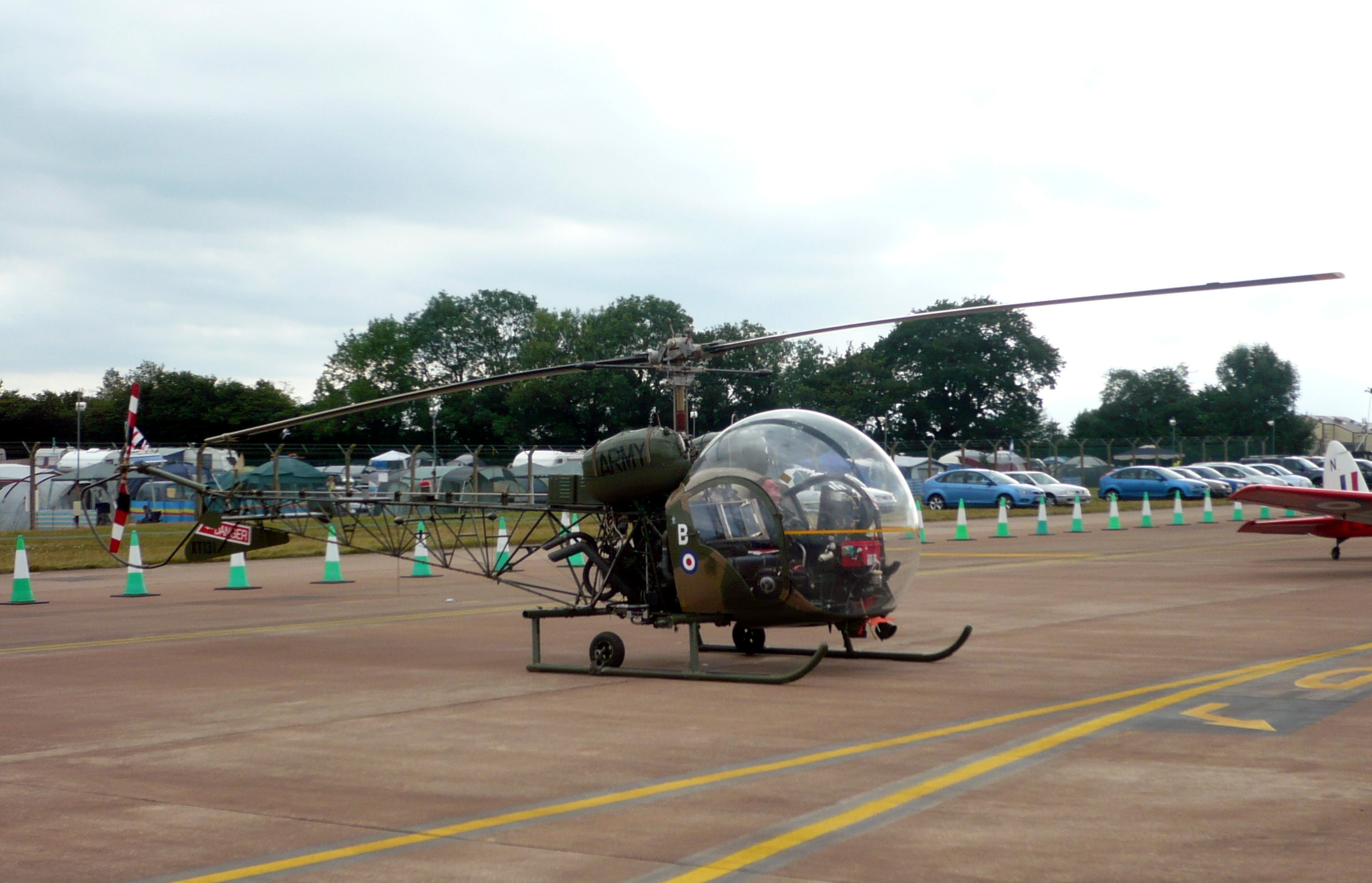
آگوستا سیوکس AH.1

  - اسکادران اول هلیکوپتر
  - اسکادران دوم هلیکوپتر

 یمن جنوبی
- نیروی هوایی جمهوری خلق یمن[۲۰]

 اسپانیا
- نیروی هوایی اسپانیا[۲۱]
- ارتش اسپانیا[۲۱]
- نیروی دریایی اسپانیا[۲۱]

 Sri Lanka
- نیروی هوایی سریلانکا
  - اسکادران شماره ۵

 تایوان
- ارتش جمهوری چین[۲۲]

 تایلند
- نیروی هوایی سلطنتی تایلند[۲۳][۲۴]

 ترکیه
- نیروی هوایی ترکیه[۲۱]

 بریتانیا
- نیروی هوایی ارتش بریتانیا[۲۵]

- نیروی هوایی ایالات متحده[۲۶]
- ارتش ایالات متحده[۲۷]
- نیروی دریایی ایالات متحده[۲۸]
- گارد ساحلی ایالات متحده[۲۹]

 اروگوئه
- نیروی هوایی اروگوئه[۳۰]
- هوانوردی دریایی اروگوئه[۳۰]

 ونزوئلا
- نیروی هوایی ونزوئلا[۳۰]

 زامبیا
- نیروی هوایی زامبیا[۳۱]

## مشخصات فنی (سیوکس AH.1)
داده‌ها از Newark Air Museum, Britains Small Wars.
ویژگی‌های عمومی
- خدمه: ۱
- ظرفیت: ۳
- طول: ۳۱ فوت ۷ اینچ (۹٫۶۳ متر)
- ارتفاع: ۹ فوت ۸ اینچ (۲٫۹۵ متر)
- وزن ناخالص: ۲٬۹۵۲ پوند (۱٬۳۳۹ کیلوگرم)
- پیشرانه: ۱ عدد موتور شش سیلندر، به صورت افقی پیستون مخالف Lycoming TVO-435-A1A, ۲۶۰ اسب بخار (۱۹۰ کیلووات)
- قطر روتور اصلی:  ۳۷ فوت ۰ اینچ (۱۱٫۲۸ متر)

عملکرد
- حداکثر سرعت: ۱۰۵ مایل بر ساعت (۱۶۹ کیلومتر بر ساعت، ۹۱ گره)
- سرعت کروز: ۸۴ مایل بر ساعت (۱۳۵ کیلومتر بر ساعت، ۷۳ گره)
- بُرد: ۲۷۳ مایل (۴۳۹ کیلومتر، ۲۳۷ مایل دریایی)
- حداکثر ارتفاع: ۱۶٬۱۰۰ فوت (۴٬۹۰۰ متر)

تسلیحات

Twin machine guns

## همچنین ببینید
توسعه مرتبط
- Agusta A.115
- Continental Copters El Tomcat
- اچ-۱۳جی سیوکس
- Kawasaki KH-4
- Meridionali/Agusta EMA 124

هواگردهای با عملکرد، پیکربندی و یا دوره زمانی مشابه
- هیلر او اچ-۲۳
- هیوز ۲۶۹
- شوایتزر اس-۳۰۰

### کتابشناسی
- Cooper, Tom (2017). Hot Skies Over Yemen, Volume 1: Aerial Warfare Over the South Arabian Peninsula, 1962-1994. Solihull, UK: Helion & Company Publishing. ISBN 978-1-912174-23-2.
- Donald, David (1997). The Complete Encyclopedia of World Aircraft. NY, NY: Barnes & Noble. ISBN 0-7607-0592-5.
- Elliott, Bryn (May–June 1999). "On the Beat: The First 60 Years of Britain's Air Police, Part Two". Air Enthusiast (81): 64–69. ISSN 0143-5450.
- Frawley, Gerard (2003). The International Directory of Civil Aircraft, 2003–2004. Fyshwick, ACT, Australia: Aerospace Publications Pty Ltd. ISBN 1-875671-58-7.
- Gunston, Bill (1986). American Warplanes. New York: Crown Publishers Inc. ISBN 0-517-61351-4.
- Hagedorn, Daniel P. (1993). Central American and Caribbean Air Forces. Tonbridge, Kent, UK: Air-Britain (Historians) Ltd. ISBN 0-85130-210-6.
- Harding, Stephen (1990). US Army Aircraft since 1947. Shrewsbury, UK: Airlife Publishing. ISBN 1-85310-102-8.
- Hatch, Paul F. (December 1984). "Air Forces of the World: Zambian Air Force". Air Pictorial. Vol. 46, no. 12. pp. 457–458.
- James, Derek N. (1991). Westland Aircraft since 1915. London: Putnam. ISBN 0-85177-847-X.
- Mutza, Wayne (1995). H-13 Sioux Mini in Action. Carrollton, TX, USA: Squadron/Signal Publications. ISBN 0-89747-345-0.
- Pelletier, Alain J (1992). Bell Aircraft since 1935. Annapolis, Md: Naval Institute Press. ISBN 1-55750-056-8.
- Riley, David (February 1958). "French Helicopter Operations in Algeria". Marine Corps Gazette:  21–26.
- Shrader, Charles R. (1999). The first helicopter war: logistics and mobility in Algeria, 1954–1962. Westport, CT: Praeger. ISBN 0-275-96388-8.
- Spenser, Jay P. (1998). Whirlybirds a history of the U.S. helicopter pioneers. Seattle: University of Washington Press in association with Museum of Flight. ISBN 0-295-98058-3.
- Taylor, John W. R., ed. (1980). Jane's All The World's Aircraft 1980-81. London: Jane's Publishing. ISBN 0-7106-0705-9.
- Taylor, Michael John Haddrick (1989). Jane's encyclopedia of aviation. New York: Portland House. ISBN 0-517-69186-8.
- United States, Headquarters Department of the Army, Army Concept Team in Vietnam. Final Report of Essential Load of Scout Helicopters. Saigon, Vietnam: Army Concept Team in Vietnam, 1966.